# Yvoire
Yvoire è un comune francese di 845 abitanti situato nell'Arrondissement di Thonon-les-Bains, nel dipartimento dell'Alta Savoia della regione del Alvernia-Rodano-Alpi. La pittoresca cittadina medievale si affaccia sulle sponde del Lago di Ginevra, nella regione storica del Chiablese.
Il paese è classificato tra Les Plus Beaux Villages de France e membro dell'associazione, premiato ogni anno dal 1959 nell'ambito del Concorso nazionale delle Città e dei Paesi fioriti, classificato al Gran Premio nazionale del fiorire dal 1995, medaglia d'argento 2002 al concorso europeo del fiorire.

## Patrimonio
Yvoire, paese medievale fortificato, si trova sulle rive del lago Lemano ed è classificato tra i più bei paesi di Francia. È una delle destinazioni turistiche più apprezzate del Chiablese francese.
Le costruzioni più antiche risalgono al XII secolo (creazione della signoria d'Yvoire), ma Yvoire era già un borgo prima. Le fortificazioni, datate del XIV secolo, furono erette su ordine di Amedeo V il grande, conte di Savoia. Il paese ha festeggiato ufficialmente i suoi 700 anni nel 2006.
Il Castello d'Yvoire, costruito anch'esso nel XIV secolo, fu rapidamente distrutto dai Bernesi durante uno dei numerosi conflitti che li opposero ai conti di Savoia. Sarà rialzato nel corso del XVI secolo, il mastio aspetterà l'inizio del XX secolo per ritrovare il tetto attualmente conosciuto.
La chiesa è ricoperta da un notevole campanile a cupola.

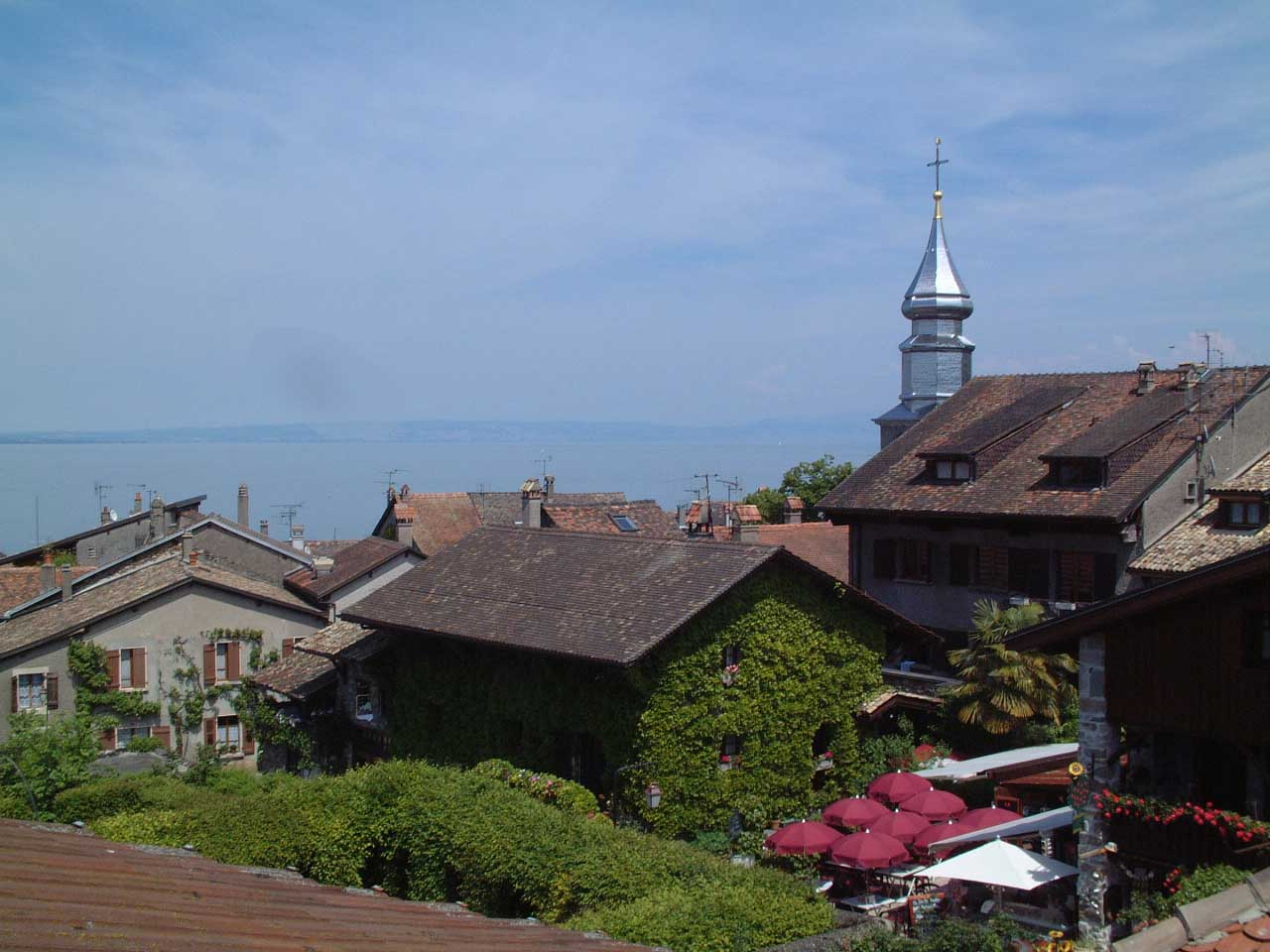
Yvoire, i tetti, il campanile a cupola e il lago Lemano
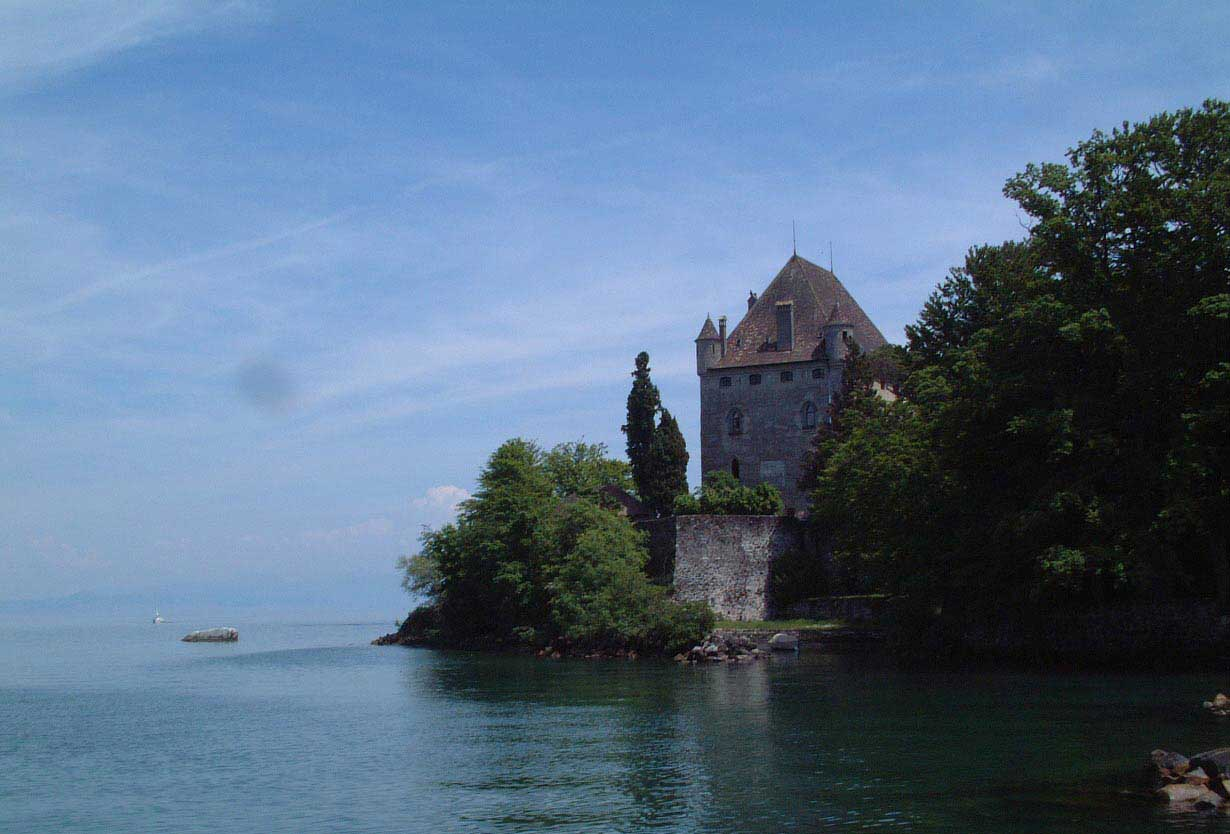
Yvoire, il Castello sulle rive del lago Lemano
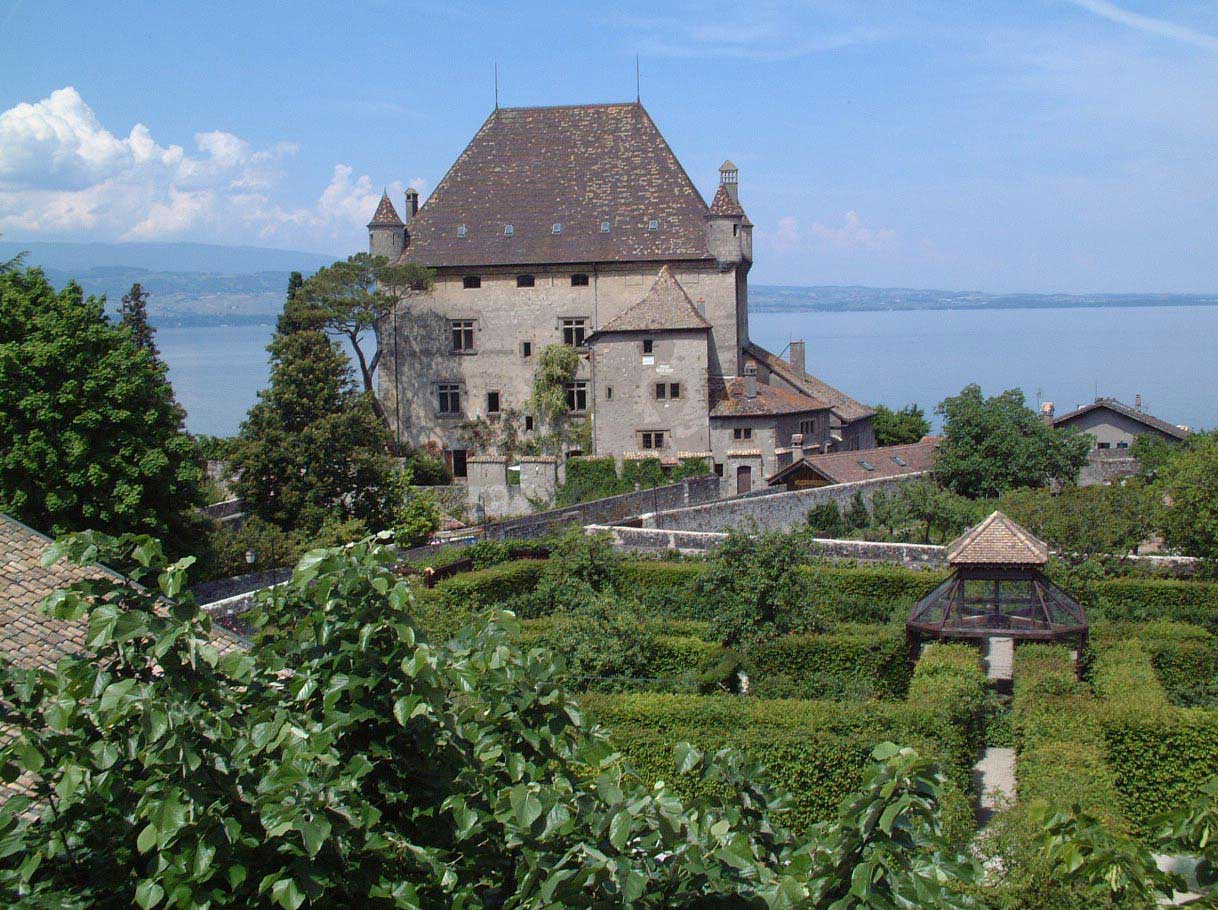
Yvoire, il Castello visto dal borgo, al primo piano il labirinto del Giardino dei Cinque Sensi
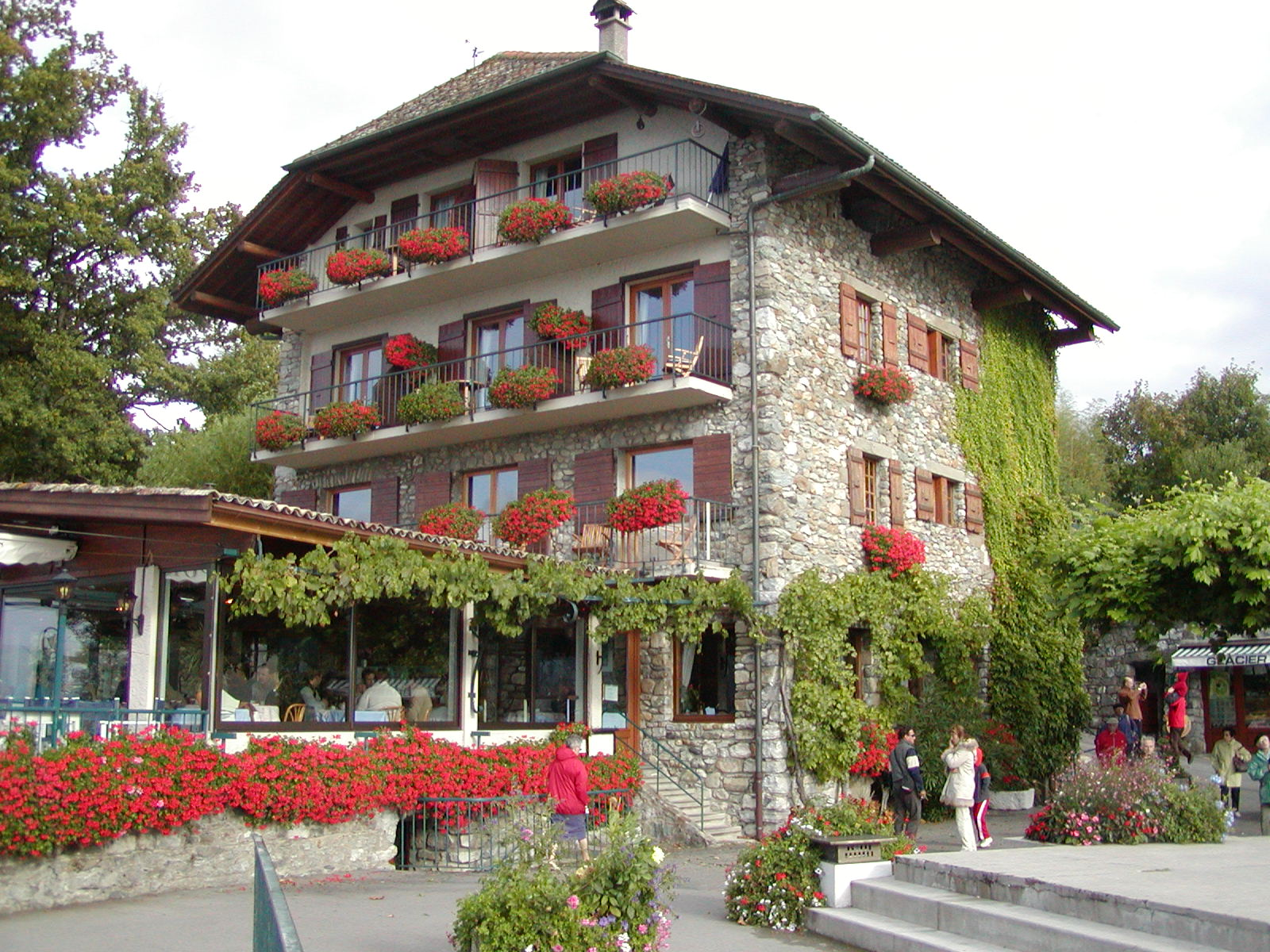
Yvoire, balconi fioriti

## Società

### Evoluzione demografica
Abitanti censiti